# Otto von Spreckelsen
Johan Otto von Spreckelsen (1929 - 1987) fue un arquitecto danés.

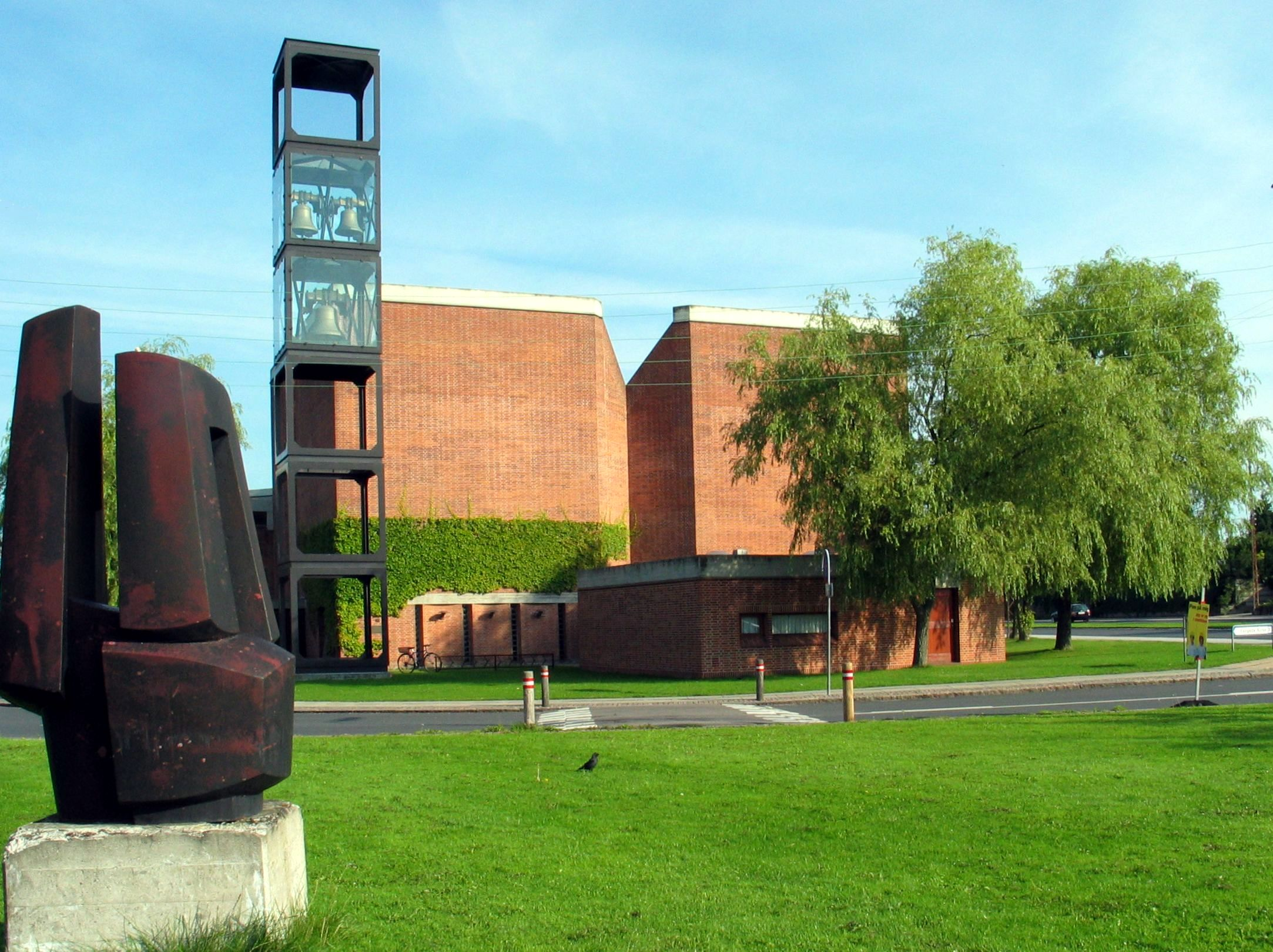
Vangede Kirke, Gentofte.

Licenciado en la Copenhagen Royal Academy of Fine Art and Architecture en 1953, Johan-Otto von Spreckelsen se convirtió en director del departamento de arquitectura de esta escuela en 1978.
Su especial interés por la arquitectura monumental le permitió proyectar algunas de las iglesias danesas, como la de Vangede, al norte de Copenhague, en 1974 y la de Stavnsholt, en Farum, en 1981.
En 1982 ganó el concurso promovido por iniciativa del presidente François Mitterrand para la construcción de la futura Grande Arche en París. Von Spreckelsen fallecerá sin haber podido ver acabada la obra con la que obtendría fama y reconocimiento internacional.
- Datos: Q452033
- Multimedia: Johan Otto von Spreckelsen / Q452033